# MH Tartományi Újjáépítési Csoport
A Magyar Honvédség Tartományi Újjáépítési Csoport (röviden: MH PRT, korábban: MH Könnyűgyalogszázad) egy Afganisztánban, a NATO parancsnoksága alatt (az ISAF keretei között) szolgáló ezredszintű fegyveres magyar katonai egység volt.

## Története
A Könnyűgyalog század 2004. augusztus 1-jén kezdte meg szolgálatát. Feladataikat norvég zászlóalj-parancsnokság alárendeltségében hajtották végre. A magyar katonákat Kabul közelében, a Camp Julien elnevezésű kanadai táborban helyezték el. Feladatuk járőrözés, objektumok biztosítása, őrzés-védelme, szolgálatteljesítés a kijelölt megfigyelő pontokon, kutatás-mentési feladatok megoldása, konvojok, VIP személyek kísérése, biztosítása volt. Részt vettek az elhelyezésükre szolgáló tábor őrzésében és az objektumot ért támadások elhárításában.
2006 októberétől, a NATO felkérésére, a magyar kontingens átvette a holland fegyveres erők által Pol-e-Khumriban, Baglan tartomány székhelyén két évig felügyelt PRT irányítását. Feladatuk a hollandok által eddig felügyelt térség stabilizációja, a humanitárius segítségnyújtás, illetve az újjáépítési munka feltételeinek, biztonságának megteremtése, koordinálása és az abban való részvétel. A PRT teljes átvétele 2007 áprilisára fejeződött be.

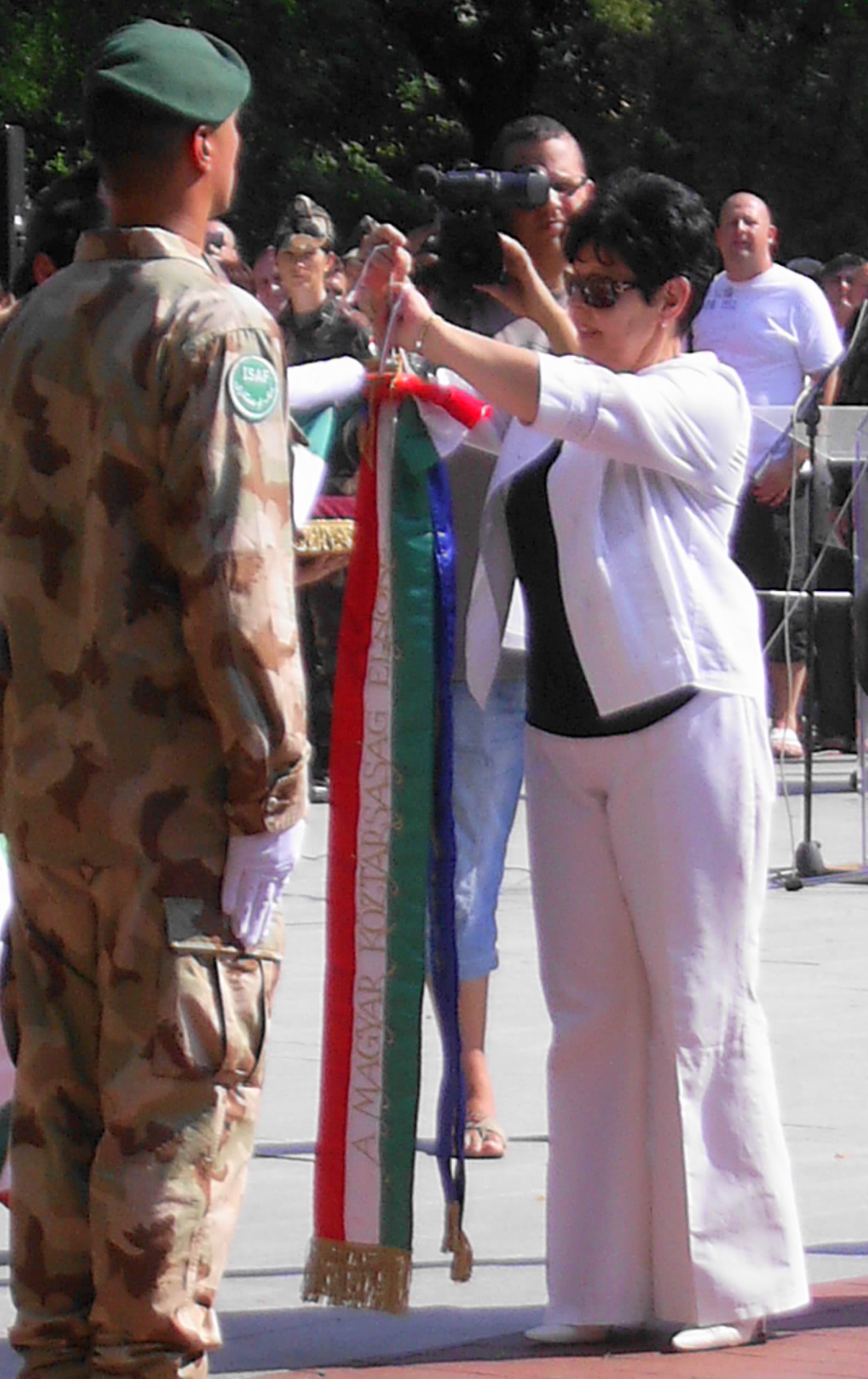
A „zászlóanya” felköti a második zászlószalagot

2010 márciusától a magyar MH PRT-hez csatlakozott a tábor őrzés-védelmébe besegítő montenegrói gyalogos szakasz, illetve egyéni feladatokat ellátó montenegrói katonák is (orvos, felcser, logisztikai tiszt). Rangidős parancsnokuk Sasa Jovanovic őrnagy.
2013. március 28-án érkezett haza az utolsó váltás Magyarországra, ezzel véget ért a PRT működése. A Camp Pannonia nevű magyar tábor átadásra került az afgán biztonsági erők részére. 2006 októbere és 2013 márciusa között 13 váltásban összesen több mint 2500 magyar katona teljesített szolgálatot a PRT keretei között.

## Csapatzászló
Sólyom László köztársasági elnök 2009. szeptember 3-án – Hódmezővásárhelyen, az MH PRT hetedik váltásának ünnepélyes búcsúztatóján – csapatzászlót adományoz a csoportnak, melyre a köztársasági elnököt képviselő Palásti Ferenc dandártábornok, a Köztársasági Elnöki Hivatal Katonai Főosztályának főosztályvezetője köti fel az első zászlószalagot, majd Csorbáné dr. Tóth Marianna „zászlóanya” köti fel a másik szalagot. A kontingensben hozzávetőlegesen 265 fő teljesít szolgálatot.

## Veszteségek
- 2008-ban Kovács Gyula és Nemes Krisztián tűzszerészek robbanószerkezetek által életüket vesztették.
- 2010-ben Pappné Ábrahám Judit és Kolozsvári György egy tálib támadás miatt halt meg.
- 2011-ben  Róth Orsolya és Dálnoki András közlekedési balesetben halt meg.[4] Dr. Borbély Csaba orvos százados szívinfarktus miatt hunyt el.[5]

## Parancsnoki állomány

### parancsnok
| fsz. | parancsnok                         | -tól/-ig                         | megjegyzés |
| ---- | ---------------------------------- | -------------------------------- | ---------- |
| 1    | Zsigmond Kálmán ezredes            | 2006. október – 2007. március    | forrás:    |
| 2    | Szabó László ezredes               | 2007. március – 2007. szeptember | forrás:    |
| 3    | Rózsa Tibor ezredes                | 2007. szeptember – 2008. március | forrás:    |
| 4    | Simon Attila ezredes               | 2008. március – 2008. július     | forrás:    |
| 4    | Sándor Tamás alezredes (megbízott) | 2008. július – 2008. szeptember  | forrás:    |
| 5    | Sándor Zsolt ezredes               | 2008. szeptember – 2009. március | forrás:    |
| 6    | Korom Ferenc ezredes               | 2009. március – 2009. szeptember | forrás:    |
| 7    | Szabó László ezredes (másodszor)   | 2009. szeptember – 2010. március | forrás:    |
| 8    | Dr. Boldizsár Gábor ezredes        | 2010. március – 2010. szeptember | forrás:    |
| 9    | Dr. Lippai Péter ezredes           | 2010. szeptember – 2011. március |            |
| 10   | Szloszjár Balázs alezredes         | 2011. március – 2011. szeptember | forrás:    |
| 11   | Dr. Ruszin Romulusz ezredes        | 2011. szeptember – 2012. március | forrás:    |
| 12   | Somogyi János alezredes            | 2012. március – 2012. szeptember | forrás:    |
| 13   | Sipos Antal ezredes                | 2012. szeptember – 2013. március |            |

### parancsnok-helyettes
| fsz. | parancsnok-helyettes           | -tól/-ig                         | megjegyzés |
| ---- | ------------------------------ | -------------------------------- | ---------- |
| 1    | Rózsemberszky István alezredes | 2006. október - 2007. március    |            |
| 2    | Fekete László alezredes        | 2007. március – 2007. szeptember |            |
| 3    | Szőke Róbert alezredes         | 2007. szeptember – 2008. március | forrás:    |
| 4    | Sándor Tamás alezredes         | 2008. március – 2008. július     | forrás:    |
| 4    | Sándor Tamás alezredes         | 2008. július – 2008. szeptember  |            |
| 5    | Boldizsár Gábor alezredes      | 2008. szeptember – 2009. március | forrás:    |
| 6    | ?                              | 2009. március – 2009. szeptember |            |
| 7    | Vokla János alezredes          | 2009. szeptember – 2010. március | forrás:    |
| 8    | Nemes Tamás alezredes          | 2010. március – 2010. szeptember | forrás:    |
| 9    | Huszár Ferenc alezredes        | 2010. szeptember – 2011. március | forrás:    |
| 10   | Vokla János alezredes          | 2011. március – 2011. szeptember |            |
| 11   | Megtért István alezredes       | 2011. szeptember – 2012. március |            |
| 12   | ?                              | 2012. március – 2012. szeptember |            |

### törzsfőnökök
| fsz. | törzsfőnök                     | -tól/-ig                         | megjegyzés |
| ---- | ------------------------------ | -------------------------------- | ---------- |
| 1    | Rózsenberszki István alezredes | 2006. október – 2007. március    | forrás:    |
| 2    | Lippai Péter alezredes         | 2007. március – 2007. szeptember |            |
| 3    | Gangler László alezredes       | 2007. szeptember – 2008. március |            |
| 4    | Budai Attila alezredes         | 2008. március – 2008. szeptember | forrás:    |
| 5    | Apáti Zoltán őrnagy            | 2008. szeptember – 2009. március |            |
| 6    | ?                              | 2009. március – 2009. szeptember |            |
| 7    | Fábián László alezredes        | 2009. szeptember – 2010. március | forrás:    |
| 8    | ?                              | 2010. március – 2010. szeptember |            |
| 9    | Budai Attila alezredes         | 2010. szeptember – 2011. március |            |
| 10   | ?                              | 2011. március – 2011. szeptember |            |
| 11   | ?                              | 2011. szeptember – 2012. március |            |
| 12   | ?                              | 2012. március – 2012. szeptember |            |